# Évrard d'Einsiedeln
Saint Évrard d'Einsiedeln († 958), (en allemand Eberhard ou Erhard), est un religieux catholique allemand du Xe siècle. Fêté le 14 août.

## Biographie
Né en Souabe, prévôt (premier des chanoines) de la cathédrale de Strasbourg, il rejoint Bennon de Metz († 940) pour se retirer au monastère d'Einsiedeln, actuellement en Suisse .